# Список Героев Советского Союза (Ярославская область)
Герои Советского Союза времён Второй мировой войны и предшествующих военных конфликтов, связанные с Ярославской областью.
Герой Советского Союза — высшая степень отличия СССР. Почётное звание, которого удостаивали за совершение подвига или выдающихся заслуг во время боевых действий, а также, в виде исключения, и в мирное время. Звание впервые установлено Постановлением ЦИК СССР от 16 апреля 1934 года, дополнительный знак отличия для Героя Советского Союза — медаль «Золотая Звезда» — учреждена Указом Президиума Верховного Совета СССР от 1 августа 1939 года. Звание могло присуждаться несколько раз.
Список содержит расположенных в алфавитном порядке 234 человек, так или иначе связанных с современной территорией Ярославской области как до, так и после войны. Из них 71 погибли в годы войны, из которых 7 зачислены навечно в списки части (А. А. Баштырков, М. К. Вербицкий, А. Ф. Наумов, А. М. Носков, А. И. Рытов, Н. А. Рытов, М. А. Самарин):94. Трое награждены дважды: Павел Иванович Батов, Виктор Максимович Голубев и Николай Дмитриевич Гулаев. Среди героев две женщины: Елена Фёдоровна Колесова и Алия Нурмухамбетовна Молдагулова. Один человек впоследствии лишён звания героя за уголовное преступление — Александр Анфимович Шилков. Пётр Васильевич Лебежихин за мужество и героизм в годы Великой Отечественной войны уже в постсоветское время был удостоен звания Героя Российской Федерации.
За подвиг на территории Ярославской области Звездой Героя посмертно награждён лётчик Геннадий Александрович Троицкий. Также стоит отметить не включённых в список лётчиков — дважды Героя Советского Союза Амет-Хана Султана и Героя Советского Союза Сергея Васильевича Ачкасова, совершивших в небе области тараны, за которые они были удостоены ордена Ленина.

## Список
1. Абросимов, Иван Александрович
2. Агафонов, Фрол Егорович
3. Алексеев, Николай Васильевич
4. Андреев, Алексей Дмитриевич
5. Антонов, Николай Дмитриевич
6. Артемьев, Фёдор Поликарпович
7. Архипов, Николай Арсентьевич
8. Бажанов, Александр Васильевич
9. Балашов, Александр Иванович (Балашев)
10. Балашов, Анатолий Николаевич
11. Балашов, Евгений Иванович
12. Балашов, Иван Филиппович
13. Балдин, Анатолий Михайлович
14. Баранов, Николай Васильевич
15. Барбасов, Феоктист Александрович
16. Барыков, Геннадий Иванович
17. Батов, Владимир Васильевич
18. Батов, Павел Иванович (дважды)
19. Бахвалов, Василий Петрович
20. Баштырков, Андрей Андреевич
21. Беленогов, Юрий Сергеевич
22. Белов, Юрий Николаевич
23. Берендеев, Николай Михайлович
24. Берестов, Пётр Филиппович
25. Беркутов, Александр Максимович
26. Бобин, Николай Алексеевич
27. Богданов, Пётр Николаевич
28. Борисов, Владимир Александрович
29. Буянков, Иван Иванович
30. Вавилов, Сергей Васильевич
31. Вагурин, Александр Андреевич
32. Вербицкий, Михаил Константинович
33. Вихарев, Алексей Васильевич (Вихорев)
34. Вихорев, Василий Александрович
35. Водолазкин, Николай Степанович
36. Волков, Александр Павлович
37. Волков, Виктор Фёдорович
38. Воронцов, Николай Алексеевич
39. Герасимов, Иван Александрович
40. Гладышев, Николай Александрович
41. Голицин, Анатолий Васильевич (Голицын)
42. Голубев, Виктор Максимович (дважды)
43. Горохов, Геннадий Иванович
44. Гребенский, Сергей Иванович
45. Григорьев, Николай Михайлович
46. Грошев, Анатолий Иванович
47. Грошев, Дмитрий Николаевич
48. Губин, Константин Яковлевич
49. Гулаев, Николай Дмитриевич
50. Гунбин, Николай Александрович
51. Гусев, Николай Прохорович
52. Давыдов, Александр Дмитриевич
53. Данилов, Павел Фёдорович
54. Дегтярёв, Николай Васильевич
55. Дербушев, Фёдор Михайлович
56. Дерюгин, Алексей Васильевич
57. Додонов, Александр Сергеевич
58. Докучалов, Павел Семёнович
59. Дориков, Максим Григорьевич
60. Дышинский, Владимир Александрович
61. Дьяконов, Никита Николаевич
62. Евграфов, Садофий Петрович
63. Егоров, Сергей Андреевич
64. Елисеев, Александр Николаевич
65. Емелин, Владимир Николаевич
66. Ерёмин, Борис Дмитриевич
67. Ермилов, Павел Александрович
68. Ершов, Василий Александрович
69. Ершов, Павел Владимирович
70. Жеребин, Дмитрий Сергеевич
71. Жихарев, Николай Андреевич
72. Жилин, Василий Иванович
73. Жолудев, Виктор Григорьевич
74. Жуков, Александр Петрович
75. Жуков, Василий Алексеевич
76. Жуков, Михаил Петрович
77. Жуков, Николай Андреевич
78. Жуков, Роман Ванифатьевич (ошибочно — Манифатьевич и Монефонтьевич)
79. Завалин, Виктор Васильевич
80. Зайцев, Василий Васильевич
81. Захаров, Алексей Иванович
82. Зиновьев, Фёдор Иванович
83. Иванов, Николай Павлович
84. Ильин, Николай Сергеевич
85. Кабанов, Константин Михайлович
86. Кабишев, Борис Дмитриевич
87. Казаматов, Алексей Павлович
88. Капустин, Владимир Дмитриевич
89. Карабулин, Николай Михайлович
90. Кислицын, Алексей Никитович
91. Клинов, Игорь Петрович
92. Козлов, Николай Александрович
93. Козлов, Николай Андреевич
94. Колесова, Елена Фёдоровна
95. Колобов, Леонид Александрович
96. Колышкин, Иван Александрович
97. Кондырёв, Василий Иванович
98. Коновалов, Андрей Павлович
99. Коньков, Геннадий Гаврилович
100. Коптев, Михаил Иванович
101. Копылов, Иван Андреевич
102. Корнев, Александр Александрович
103. Королёв, Александр Игнатьевич
104. Королёв, Василий Александрович
105. Коротков, Алексей Иванович
106. Котов, Николай Иванович
107. Котюнин, Василий Андреевич
108. Кошкин, Алексей Иванович
109. Кривов, Николай Александрович
110. Круглов, Павел Михайлович
111. Крюков, Пётр Васильевич
112. Кувашев, Александр Фёдорович
113. Кудрявцев, Александр Сергеевич
114. Кузнецов, Михаил Арсентьевич
115. Кузьмин, Николай Михайлович
116. Курбанов, Ахмеджан
117. Куропаткин, Николай Фёдорович (Куропатков)
118. Кустов, Фёдор Михайлович
119. Лазарев, Дмитрий Ильич
120. Лапшин, Василий Фёдорович
121. Лебедев, Александр Фёдорович
122. Лебедев, Василий Петрович
123. Левашов, Константин Павлович (Левашев)
124. Леднёв, Иван Васильевич
125. Лешанов, Иван Петрович
126. Лещенко, Вячеслав Сергеевич
127. Лисицын, Константин Сергеевич
128. Майков, Николай Иванович
129. Макалов, Алексей Владимирович
130. Максимов, Александр Ефимович
131. Максимов, Владимир Константинович
132. Маланов, Алексей Алексеевич
133. Мальков, Алексей Дмитриевич
134. Малышев, Александр Григорьевич
135. Марков, Алексей Васильевич
136. Маслов, Александр Петрович
137. Меньшиков, Александр Владимирович
138. Миронов, Леонид Сергеевич
139. Молдагулова, Алия Нурмухамбетовна (ошибочно — Курумгамбиевна)
140. Морев, Николай Николаевич
141. Наумов, Алексей Фёдорович
142. Наумов, Василий Николаевич
143. Николаев, Михаил Васильевич
144. Николаев, Николай Иванович
145. Новиков, Василий Михайлович
146. Носков, Алексей Михайлович
147. Обухов, Анатолий Ефимович (ошибочно — Ефремович)
148. Овчинников, Александр Павлович
149. Олешев, Николай Николаевич
150. Орлов, Леонид Александрович
151. Пащенко, Иван Васильевич
152. Перминов, Иван Александрович
153. Песков, Дмитрий Иванович
154. Петров, Вячеслав Николаевич
155. Петров, Михаил Иванович
156. Полонский, Евгений Фёдорович
157. Поляков, Виталий Константинович
158. Попов, Василий Андреевич
159. Попов, Пётр Георгиевич
160. Прованов, Григорий Васильевич
161. Пургин, Николай Иванович
162. Пшеницин, Геннадий Александрович (Пшеницын)
163. Пылаев, Евгений Алексеевич
164. Пыряев, Василий Васильевич
165. Расторопов, Борис Павлович
166. Румянцев, Иван Николаевич
167. Русаков, Климент Сергеевич (Климентий)
168. Рытов, Александр Иванович
169. Рытов, Николай Александрович
170. Самарин, Михаил Андреевич
171. Самков, Сергей Александрович
172. Самочкин, Анатолий Васильевич
173. Самсонов, Владимир Андреевич
174. Селиверстов, Фёдор Петрович
175. Селянин, Евгений Николаевич
176. Семенишин, Владимир Григорьевич
177. Сергеев, Леонид Александрович
178. Серков, Иван Иванович
179. Сизов, Василий Филиппович
180. Сироткин, Юрий Иванович
181. Скворцов, Дмитрий Данилович
182. Смирнов, Анатолий Васильевич
183. Смирнов, Аркадий Александрович
184. Смирнов, Василий Алексеевич
185. Смирнов, Владимир Васильевич
186. Смирнов, Дмитрий Иванович
187. Смирнов, Константин Александрович
188. Смирнов, Олег Николаевич
189. Сморчков, Никита Иванович
190. Соловьёв, Виталий Ефимович
191. Соловьёв, Михаил Павлович
192. Старостин, Николай Фёдорович
193. Стеблёв, Александр Фёдорович
194. Сыщиков, Николай Сергеевич
195. Тарасов, Константин Николаевич
196. Тихомиров, Степан Михайлович
197. Толбухин, Фёдор Иванович
198. Торопов, Александр Фёдорович
199. Трифонов, Александр Васильевич
200. Троицкий, Геннадий Александрович
201. Тужилков, Сергей Васильевич
202. Тулупов, Константин Павлович
203. Туманов, Иван Николаевич
204. Усанов, Валентин Александрович
205. Усилов, Иван Александрович
206. Фадеев, Николай Александрович
207. Фалин, Алексей Иванович
208. Филиппов, Гордей Иванович
209. Философов, Александр Александрович
210. Фурсов, Николай Дмитриевич
211. Харчин, Иван Гаврилович
212. Чеботько, Михаил Ульянович
213. Черкасов, Владимир Иванович
214. Черношеин, Василий Алексеевич
215. Чистов, Константин Александрович
216. Чистяков, Василий Михайлович
217. Чупилко, Михаил Куприянович
218. Чуркин, Василий Егорович
219. Чурочкин, Иван Алексеевич
220. Шагвалеев, Галимзян Нургаязович (Галимзан)
221. Шарков, Алексей Николаевич
222. Шарков, Валентин Иванович
223. Шаров, Александр Акимович
224. Шарохин, Михаил Николаевич
225. Шатаев, Николай Иванович
226. Шилков, Александр Анфимович (лишён)
227. Шишкин, Александр Иванович
228. Шумилов, Анатолий Иванович
229. Щапов, Борис Дмитриевич
230. Щеблаков, Александр Дмитриевич
231. Юдин, Николай Николаевич
232. Юхотников, Николай Александрович
233. Якурнов, Иван Федотович
234. Ярцев, Павел Петрович